# Allophatnus elegans
Allophatnus elegans là một loài tò vò trong họ Ichneumonidae.